# Tubéreuse
Pour une plante tubéreuse, voir Tubercule.
Polianthes tuberosa
Espèce
Classification phylogénétique
Classification APG III (2009)
La tubéreuse (Polianthes tuberosa) est une plante herbacée appartenant au genre Agave de la famille des Agavaceae  ou, plus récemment, à celle des Asparagaceae, selon la classification phylogénétique APG III (2009).

## Présentation
Originaire du Mexique, elle a été introduite en Europe puis en Asie à partir du XVIe siècle. Elle était autrefois abondante dans la région de Grasse, et elle recommence à être cultivée aujourd'hui, et c'est en Inde que les récoltes sont les plus abondantes. La tubéreuse est surtout utilisée pour la fleur coupée et pour la parfumerie. On peut aussi la cultiver en pot, tout en sachant que son bulbe ne fleurit qu'une fois.

## En parfumerie
L'essence naturelle de tubéreuse était jadis obtenue par la technique de l'enfleurage à froid (les fleurs étant déposées sur des plaques enduites de graisse inodore, qui s'imprégnait de leur parfum. Un solvant tel que l'éthanol permettait d'obtenir par la suite une essence dite « absolue »).
Aujourd'hui, l'enfleurage à froid n'est plus guère utilisé. La fleur est directement extraite par des solvants volatils. (source : osMoz, esprit de Parfum)
Le résultat obtenu est une note très capiteuse, plutôt verte au départ, elle évolue vers une rondeur lactée et solaire, pouvant rappeler un effet noix de coco. La tubéreuse entre notamment dans la composition de Poison, un parfum créé en 1985 pour la maison de parfums Christian Dior. Narcisse Noir de Caron, créé en 1911 par Ernest Daltroff et Fracas de Robert Piguet, composé en 1948 par Germaine Cellier peuvent être considérés comme des précurseurs de la note de tubéreuse en parfumerie. Giorgio de Giorgio Beverly Hills (1981), Tubéreuse Criminelle de Serge Lutens (1999), Fragile de Jean Paul Gaultier (1999), ou encore Carnal Flower des Éditions de Parfums Frédéric Malle (2005) en sont des représentants.
Cette odeur capiteuse, persistante, un peu inquiétante, est également présente dans la fleur fraîche, Zola allant même jusqu'à écrire dans Nana que « quand les tubéreuses se décomposent, elles ont une odeur humaine. » Il faut dire que la tubéreuse présente une étrange particularité : ses fleurs continuent de diffuser leurs particules odorantes pendant plus de 48 heures après avoir été cueillies.

## Symbolique

### Langage des fleurs
Dans le langage des fleurs, la tubéreuse symbolise le désir.

### Calendrier républicain
Le jour de la tubéreuse était le nom attribué au 6e jour du mois de fructidor du calendrier républicain ou révolutionnaire français, généralement chaque 23 août du calendrier grégorien.

## Divers

### Dans l'histoire
Parmi les anecdotes historiques, on[Qui ?] dit que Madame de La Vallière, maîtresse de Louis XIV, faisait mettre dans sa chambre des bouquets de tubéreuses. En effet, la tubéreuse passait pour incommoder les femmes enceintes, et elle voulait prouver à la reine qu'elle n'était pas enceinte. En Italie enfin, on interdisait aux jeunes filles de se promener le soir dans les jardins où poussait la tubéreuse, car elles n'auraient pas su résister aux jeunes gens, eux-mêmes grisés par son parfum érotique.[réf. nécessaire]

### Dans la culture populaire
- Dans la BD Les Schtroumpfs noirs, de Peyo, traduite en anglais sous le titre The Purple Smurfs (« Les Schtroumpfs violets ») et dont l'adaptation en dessin animé est intitulée La mouche Bzz, le pollen de tubéreuse est utilisé comme remède contre l'épidémie causée par la mouche Bzz. En effet, la piqûre de cette mouche redoutable a transformé les Schtroumpfs en zombies très agressifs et a fait passer leur couleur du bleu au noir (au mauve dans le dessin animé).
- Nino Ferrer y fait référence dans la chanson Barberine, tirée de son album Ex Libris.